# Edward Blore
Pour les articles homonymes, voir Blore.
Edward Blore est un architecte britannique né le 13 septembre 1787 à Derby et mort le 4 septembre 1879 à Londres. Il est aussi un passionné d'antiquités. À partir des années 1830 il se spécialise avec succès dans la construction d'églises et de Country Houses.

## Œuvres
- Palais Vorontsov à Aloupka, en Crimée.
- Église Christ Church, Chelsea.

Il participe aussi à la modification de bâtiments tels que :
- palais de Buckingham ;
- palais St. James ;
- abbaye de Westminster ;
- Crewe Hall ;
- Lambeth Palace.